# Докторов, Борис Зусманович
Бори́с Зу́сманович До́кторов (род. 6 июня 1941, Ленинград) — советский и российский социолог, кандидат психологических наук (1970), доктор философских наук (1985), профессор (1991), ассоциированный сотрудник Социологического института РАН в Санкт-Петербурге, почётный доктор Института социологии РАН, действительный член Российской Академии социальных наук, независимый аналитик и консультант.

## Биография
Двоюродный племянник философа Б. Г. Кузнецова.
Окончил математико-механический факультет ЛГУ (1964) и аспирантуру того же факультета (1967).
В 1970 году в ЛГУ имени А. А. Жданова защитил диссертацию на соискание учёной степени кандидаиа психологических наук по теме «Факторный анализ в психофизиологическом исследовании человека».
В 1967—1972 годах — преподаватель кафедры марксистско-ленинской философии Ленинградской высшей партийной школы.
С 1973 по 1994 год работал в социологических институциях Академии наук (ленинградские сектора Института социологии АН СССР, Институт социально-экономических проблем АН СССР, петербургский филиал Института социологии РАН).
В 1984 году защитил диссертацию на соискание учёной степени доктора философских наук по теме «Методологические, методические и организационные проблемы обеспечения надёжности результатов исследования общественного мнения».
С 1988 по 1993 год работал во ВЦИОМе (ныне Левада-Центр).
С 1994 года живёт в США.

## Научная деятельность
Научные интересы: исследования общественного мнения, методы социологии, история становления опросов общественного мнения в США, история американской рекламы, развитие российского Интернета, современная история советской/российской социологии.
Опубликовано около 500 научных работ. В 2000 и 2001 годах совместно с А. Е. Шадриным издавал онлайновый Бюллетень Российской социологической сети, распространявшийся в России, США и ряде других стран.
Совместно с профессором социологии Университета штата Невады в Лас-Вегасе Д. Шалиным (см. также) ведёт работу над проектом «Международная биографическая инициатива» (International Biography Initiative, IBI), посвящённым истории российской социологии постхрущевского периода и методологии биографического метода. На сайте размещено свыше сотни интервью с российскими социологами разных поколений, мемуары, биографические материалы, статьи по истории современной российской социологии и исследования по биографическому методу.
На сайте Фонда «Общественное мнение» поддерживает авторскую колонку «Кто станет президентом США».
Совместно с Е. И. Григорьевой и Ф. Э. Шереги ведёт сайт «История социологии», на котором размещены материалы, охватывающие развитие постхрущевского этапа советской/российской социологии.
Член редакционной коллегии журнала «Телескоп: наблюдения за повседневной жизнью петербуржцев» (с 2004 года ведёт в нём рубрику Современная история российской социологии) и «Социологического журнала». Постоянно сотрудничает с рядом российских социологических журналов.
В 2009 году за книгу «Реклама и опросы общественного мнения в США. История зарождения. Судьбы творцов» получил Национальную премию в области развития общественных связей «Серебряный Лучник»  (недоступная ссылка с 19-05-2013 [4441 день] — история).

### Книги
- Докторов Б. З. Биографические интервью с коллегами-социологами.4-е дополненное издание Архивная копия от 6 марта 2019 на Wayback Machine [электронный ресурс] / Ред.-сост. А. Н. Алексеев. Ред. электр. издания Е. И. Григорьева. М.: ЦСПиМ, 2014. С.1687
- Докторов Б. З. Биографические интервью с коллегами-социологами (электронный ресурс) 3-е издание/ Ред.-сост. А. Н. Алексеев. М.: ЦСПиМ. 2013.
- Докторов Б. З. Современная российская социология: История в биографиях и биографии в истории. СПб.: Издательство Европейского университета в Санкт-Петербурге, 2013.
- Докторов Б. З. От соломенных опросов к постгэллаповским опросным методам. М.: Радуга, 2013.
- Докторов Б. З. Восемь верных прогнозов Алана Лихтмана. Размышления после президентских выборов 2012 года в США [электронный ресурс]. М.: ЦСПиМ, 2013.
- Боде В. Н., Докторов Б. З. Портреты российских социологов. Интервью для Радио Свобода. (Электронное издание). М.: ЦСПиМ. 2012.
- Докторов Б. З. Современная российская социология: Историко-биографические поиски. В 3-х томах. (Электронное издание) М.: ЦСПиМ. 2012.
- Докторов Б. З. Джордж Гэллап. Биография и судьба. М.: Изд-во ООО"Полиграф — Информ". 2011.
- Doktorov B.Z. George Gallup. Biography and Destiny. Moscow: OOO «Poligraph-Inform.» 2011.
- Докторов Б. З. Явление Барака Обамы. Социологические наблюдения. М.: Издательство «Европа», Институт Фонда «Общественное мнение», 2011.
- Докторов Б. З. [www.pseudology.org/Gallup/ReklamaOprosy.pdf Реклама и опросы общественного мнения в США. История зарождения. Судьбы творцов.] М.: Центр социального прогнозирования. 2008.
- Докторов Б. З. Отцы-основатели. История изучения общественного мнения. М.: Центр социального прогнозирования, 2006.
- Докторов Б. З. Первопроходцы мира мнений: от Гэллапа до Грушина. М.: Фонд «Общественное мнение»|Институт Фонда «Общественное мнение», 2005.
- Докторов Б. З., Ослон А. А., Петренко Е. С. Эпоха Ельцина: Мнения россиян. Социологические очерки. М.: Фонд «Общественное мнение», 2002.
- The New Elite In Post-Communist Eastern Europe / Edited by V.Shlapentokh,Ch. Vanderpool, and B. Doktorov. Texas A&M University Press, 1999.

### Избранные статьи
- Докторов Б.Биография и судьба // Телескоп: журнал социологических и маркетинговых исследований. 2010. № 4. С. 21-27.
- Докторов Б., Фирсов Б. [http://www.teleskop-journal.spb.ru/files/dir_1/article_content1247333566451003file.pdf (недоступная+ссылка)  Почти сорок лет спустя] (недоступная ссылка)  (недоступная ссылка с 19-05-2013 [4441 день]) // Телескоп: журнал социологических и маркетинговых исследований. 2009. № 3. С. 6-15.
- Докторов Б., Козлова Л. [http://www.teleskop-journal.spb.ru/files/dir_1/article_content12357255464727file.pdf (недоступная+ссылка)  «Телескоп» смотрит в прошлое. Беседа об изучении истории современной российской социологии] (недоступная ссылка)  (недоступная ссылка с 19-05-2013 [4441 день]) // Телескоп: журнал социологических и маркетинговых исследований. 2009. № 1. С. 2 — 15.
- Докторов Б. Пессимист по наблюдениям и оптимист по убеждениям. Научные и нравственные основы «драматической социологии» // Телескоп: журнал социологических и маркетинговых исследований. 2009. № 4. С. 2-11.
- Докторов Б. Юрий Левада. К изучению биографии и судьбы // Социологический журнал. 2008. № 2. С. 109—118.
- Докторов Б. К президентским выборам в США-2008 // Социальная реальность. 2008. № 6. С. 73- 89.
- Докторов Б., Ядов В. Разговоры через океан: о поколениях отечественных социологов на протяжении полувека // Социальная реальность. 2008. № 4. С. 47 — 81.
- Докторов Б. Валерий Голофаст. Независимый ум // Социальная реальность. 2008. № 3. С.67 — 82.
- Докторов Б. «Работа над биографиями — это общение с моими героями» (интервью В. А. Ядову) // Социальная реальность. 2008. № 1. С.85 — 104.
- Докторов Б. Российские реформы и история российской социологии
- Докторов Б. Методология и практика опросов обогащенного общественного мнения // Социальная реальность. 2007. № 10. С. 81- 94.
- Докторов Б. Жизнь в поисках «настоящей правды». Заметки к биографии Ю. А. Левады // Социальная реальность. 2007. № 6. С. 67-82.
- Докторов Б. Клод Хопкинс. Научная реклама // Телескоп: журнал социологических и маркетинговых исследований. 2007. № 3. С. 46-58.
- Докторов Б. Биографии для истории // Телескоп: журнал социологических и маркетинговых исследований. 2007. № 1. С. 10-22.
- Докторов Б. Дэвид Огилви: рекламист на все времена // Телескоп: наблюдения за повседневной жизнью петербуржцев. 2006. № 4. С. 39-51.
- Докторов Б. Ласкер: «Я — всего лишь апостол очевидности» // Телескоп: наблюдения за повседневной жизнью петербуржцев. 2005. № 6. С. 40-51.
- Докторов Б. З. [http://www.socjournal.ru/article/603 (недоступная+ссылка)  Пост-гэллаповские опросные технологии: К 200-летию опросов общественного мнения в США] (недоступная ссылка)  (недоступная ссылка с 19-05-2013 [4441 день]) // Социологический журнал. 2005. №. 2. С. 5-36.
- Беляева Л. А., Давыдов А. А., Данилов А. Н., Докторов Б. З., Лапин Н. И., Левашов В. К., Немировский В. Г., Тихонов А. В., Толстова Ю. Н., Тощенко Ж. Т., Ядов В. А. Судьбы и перспективы эмпирической социологии // Социологические исследования. — 2005. — № 10. — С. 3-21.
- Докторов Б. История есть, только если она написана. К открытию рубрики «Современная история российской социологии» // Телескоп: наблюдения за повседневной жизнью петербуржцев. 2004. № 5. С.30-32.
- Докторов Б. Б. А. Грушин. Четыре десятилетия изучения российского общественного мнения // Телескоп: наблюдения за повседневной жизнью петербуржцев. 2004. № 4. С. 2-13.
- Докторов Б. Джордж Гэллап: человек идей и идеалов. // Знание-Сила. 2001. № 11.

### Интервью с российскими социологами
Алексеев А. Н., Артемов В. А.,  [http://www.unlv.edu/centers/cdclv/archives/Interviews/bespalova_11.html (недоступная+ссылка) Беспалова Ю. М.,] (недоступная ссылка) Гофман А. Б., Гилинский Я. И., Давыдов А. А.,Ельмеев В. Я., Заславская Т. И., Здравомыслов А. Г., [http://www.teleskop-journal.spb.ru/files/dir_1/article_content1261818284414255file.pdf (недоступная+ссылка)  Здравомыслова Е. А., ] (недоступная ссылка)  (недоступная ссылка с 19-05-2013 [4441 день])
Илле М. Е., Ионин Л. Г., Кесельман Л. Е., Константиновский Д. Л., Лапин Н. И., Максимов Б. И., Могилевский Р. С., [http://www.unlv.edu/centers/cdclv/archives/Interviews/miagkov_10.html (недоступная+ссылка) А. Ю. Мягков,] (недоступная ссылка)Ослон А. А., Панова Л. В., Петренко Е. С., [http://www.unlv.edu/centers/cdclv/archives/Interviews/protasenko_11.html (недоступная+ссылка) Т. З. Протасенко,] (недоступная ссылка) [http://www.teleskop-journal.spb.ru/files/dir_1/article_content1261818204199758file.pdf (недоступная+ссылка)  Русалинова А. А.,] (недоступная ссылка)  (недоступная ссылка с 19-05-2013 [4441 день])[http://www.unlv.edu/centers/cdclv/archives/Interviews/saganenko_10.html (недоступная+ссылка) Саганенко Г. И.,] (недоступная ссылка) Сатаров Г.[http://www.unlv.edu/centers/cdclv/archives/Interviews/semenova_v_10.html (недоступная+ссылка) В. В. Семенова,] (недоступная ссылка) Смирнова Е. Э., Тарусин. М. А., Толстова Ю. Н.,Тощенко Ж. Т., Травин И. И., [http://www.teleskop-journal.spb.ru/files/dir_1/article_content125855948446635file.pdf (недоступная+ссылка)  Тукумцев Б. Г.,] (недоступная ссылка)  (недоступная ссылка с 19-05-2013 [4441 день]) Фирсов Б. М.,[http://www.unlv.edu/centers/cdclv/archives/Interviews/chirikova_10.html (недоступная+ссылка) А. Е. Чирикова,] (недоступная ссылка) Шереги Ф. Э., Шляпентох В. Э., Ядов В. А., часть 1, часть 2; [http://www.teleskop-journal.spb.ru/files/dir_1/article_content125430109524143file.pdf (недоступная+ссылка)  Ядов Н. В.] (недоступная ссылка)  (недоступная ссылка с 19-05-2013 [4441 день])
Все интервью опубликованы в сборнике «Биографические интервью с коллегами-социологами»

### Мониторинг президентской избирательной кампании 2012 года в США
Докторов Б. З. Кто станет президентом США? Фонд «Общественное мнение». 2011—2013.

### Биографический материал
- [www.pseudology.org/Gallup/index2.htm Борис Зусманович Докторов]
- [www.pseudology.org/Gallup/Interview.htm Докторов Б. Я живу в двуедином пространстве… ]
- [www.pseudology.org/Gallup/Interview2.htm Докторов Б. Мне наиболее интересны методы познания и сам исследователь … ]
- Докторов Б. Шесть тысяч дней другой жизни
- Докторов Б. Так случилось или так должно было случиться…